# 1898. Los últimos de Filipinas
1898. Los últimos de Filipinas (spanisch für 1898. Die Letzten auf den Philippinen) ist ein spanischer Historienfilm aus dem Jahr 2016. Er erzählt von einer Abteilung spanischer Soldaten, die 337 Tage in der philippinischen Stadt Baler belagert wurden. Der Film wurde bei der 31. Austragung des Goya-Filmpreises neun Mal nominiert und gewann in der Rubrik Bestes Kostümdesign.

## Handlung
1896 bricht die Philippinische Revolution aus, die nach über 300-jähriger spanischer Besetzung die Kolonialmacht abschütteln will. Nachdem die kleine spanische Garnison in der Küstenstadt Baler von Katipunanen vernichtet wurde, wird 1898 eine 50 Mann starke Truppe ausgesandt, um den spanischen kolonialen Herrschaftsanspruch wiederherzustellen. Nachdem die kleine Einheit sich in dem einzigen aus Stein gebauten Gebäude, der Kirche, eingerichtet hat, beginnt am 1. Juni 1898 die Belagerung durch 800 philippinische Soldaten. Abgeschnitten von jeglicher Kommunikation und Versorgung, wird die Situation für die Eingeschlossenen immer dramatischer. Als Spanien während des Spanisch-Amerikanischen Krieges die Herrschaft über die Philippinen verliert, sind die Soldaten vollständig auf sich angewiesen. Doch der Kommandant der Spanier, Leutnant Martín Cerezo, will nicht aufgeben und so hält die Belagerung für 337 Tage an. Als er schließlich doch kapituliert, versucht er einige Soldaten dazu zu überreden, in Spanien seine Strafmaßnahmen, so ließ er zwei Deserteure im Schlaf erschießen, zu verschweigen.

## Hintergrund
Die Dreharbeiten fanden auf den Kanarischen Inseln und in Äquatorialguinea statt, obwohl die Geschichte des Films auf Luzon spielt. Der Film ist eine Koproduktion von Enrique Cerezo, dem derzeitigen Präsidenten von Atlético Madrid, Pedro Costa Musté, 13 TV, CIPI Cinematografica S.A. und ICAA. Das Budget wurde auf sechs Millionen Dollar geschätzt.

## Auszeichnungen
31. Austragung des Goya-Filmpreises
- Gewonnen:
  - Bestes Kostümdesign – Paola Torres
- Nominiert:
  - Bester neuer Darsteller – Ricardo Gomez
  - Bester neuer Regisseur – Salvador Calvo
  - Beste Produktion – Carlos Bernases
  - Beste Photographie – Alex Catalan
  - Beste künstlerische Leitung –  Carlos Bodelon
  - Bestes Makeup – Milu Cabrer, Alicia Lopez & Pedro Rodriguez
  - Bester Sound – Eduardo Esquide, Juan Ferro & Nicolas de Poulpiqu
  - Beste Spezialeffekte – Pau Costa & Carlos Lozano